# 大安溪神木
大安溪神木，臺灣神木，位於苗栗縣泰安鄉中雪山林道35K處，隸屬於東勢林管處大安溪事業區75林班地，被林務局列為「十大神木之首」。由於神木的生長地點位處大雪山北峰的北方山腰，其林班地又恰好為大安溪上游的源流，因此得名「大安溪神木」，又被稱作「大雪山神木」。
在921大地震前，林務局曾在1997年進行量測，得出樹高55公尺、樹圍20.8公尺（舊紀錄25公尺），樹齡約在2000年。外觀在樹幹4公尺以上呈現分叉成多枝，乍看下會以為是由兩棵巨木紅檜共生，經專家學者評估是相信只有一棵樹。1998年經民間票選後，林務局依結果將大安溪神木命名為「台灣巨無霸神木」。
但在921大地震後，加上象神颱風的重創，導致林道中斷，人車無法進入，使外界未能知道大安溪神木的生長狀況。直到2010年，林務局才派員入山探勘林道與神木的狀況，由於在多年乏人維護管理之下，發現大安溪神木的樹冠透空，三根主幹折斷，中空部位並有蕨類植物入侵生長，光是在地上躺的樹幹就有三公尺以上寬度。林務局認為三根被折斷掉的主幹是受到象神颱風的吹襲，不敵大自然的力量而遭到傷害。

## 延伸閱讀
- 獨眼小魚. . 隨意窩. 隨意窩. 2017-12-05  [2017-12-11]. （原始内容存档于2020-02-02） （中文（臺灣））.
- 雪羊. . ETtoday論壇. 東森新聞雲股份有限公司. 2015-06-12  [2016-04-11]. （原始内容存档于2017-06-13） （中文（臺灣））.
- tdws729. . 隨意窩. 隨意窩. 2009-03-30  [2017-12-11]. （原始内容存档于2019-05-23） （中文（臺灣））.
- 巫召清. . 華視. 華視. 2010-01-04  [2017-12-11]. （原始内容存档于2020-10-30） （中文（臺灣））.
- 黃昭國. . 自由時報. 自由時報. 2010-01-08  [2017-12-11]. （原始内容存档于2020-02-02） （中文（臺灣））.
- 黃玿琮. . 今日新聞. 今日新聞. 2010-01-18  [2017-12-11]. （原始内容存档于2017-12-12） （中文（臺灣））.
- 林藝斌. . YouTube. YouTube. 2009-11-08  [2017-12-14]. （原始内容存档于2020-02-02） （中文（臺灣））.
- 故事工作團隊. . gushi故事 臺灣. gushi故事.   [2016-04-11]. （原始内容存档于2016-04-25） （中文（臺灣））.
- 吳車. . 吳車. 吳車. 2017-12-13  [2017-12-12]. （原始内容存档于2017-12-13） （中文（臺灣））.